# Paul Moucheraud
Paul Moucheraud, né le 14 septembre 1980 à Charenton-le-Pont, est un coureur cycliste français, professionnel en 2008 et 2009 au sein de l'équipe Roubaix Lille Métropole.

## Biographie
Paul Moucheraud pratique le ski en niveau FIS au ski club de Val Thorens de 1995 à 1999. Il participe notamment à l'ouverture du critérium de la première neige de Val d'Isère en 1999. En 2001, il se blesse gravement lors d'une chute à ski dans sa station de sports d'hiver Val Thorens. Il entame alors une longue rééducation par le biais du cyclisme. Il débute par le VTT cross-country remportant quelque courses comme la Transmaurienne. 
En 2006, il décide de se consacrer entièrement à la route. Son père Maurice Moucheraud a été cycliste professionnel de 1957 à 1961. Paul Moucheraud remporte en 2006 une étape du Tour de La Réunion et finit à la deuxième place du classement final. L'année suivante, sur le Tour Alsace, il remporte son premier succès professionnel lors de la première étape et termine deuxième du classement général. Pour la fin de l'année, il rejoint le ProTour dans l'équipe française Ag2r Prévoyance en tant que stagiaire, et signe un contrat de 2 ans avec l'équipe cycliste Roubaix Lille Métropole. En 2009, il est victime d'une rupture du tendon tibial postérieur. 
Il est engagé pour 2010 dans l'équipe amateur Charvieu-Chavagneux IC.
À compter de 2014, il est directeur technique de ski au sein de l’École du ski français de Val Thorens.

## Palmarès
- 2004
  - Vainqueur de la Transmaurienne VTT
- 2005
  - 3e étape du Tour du Pays de Gex
  - 3e du Tour du Pays de Gex
- 2006
  - Grand Prix de Chamoux-sur-Gelon
  - 2e étape du Tour du Pays de Gex
  - 2eb étape du Tour de La Réunion
  - 2e du Tour de La Réunion
  - 3e du Grand Prix de Saint-Symphorien-sur-Coise
- 2007
  - 1re étape du Tour Alsace
  - 1re étape du Tour Nivernais Morvan
  - 2e du Circuit des Monts du Livradois
  - 2e du Grand Prix de Charvieu-Chavagneux
  - 2e du Grand Prix de Cours-la-Ville
  - 2e du Tour Alsace
  - 3e du championnat de Rhône-Alpes
- 2010
  - 2e du Tour d'Auvergne
  - 2e du Grand Prix de Charvieu-Chavagneux

## Classements mondiaux
| Année           | 2007 | 2008 |
| --------------- | ---- | ---- |
| UCI Europe Tour | 361e | 371e |